# Глядково (Александровский район)
Глядково — деревня в Александровском районе Владимирской области России, входит в состав Краснопламенского сельского поселения.

## География
Деревня расположена в 10 километрах на северо-запад от центра поселения посёлка Красное Пламя и в 35 километрах на северо-запад от города Александрова.

## История
В конце XIX — начале XX века деревня входила в состав Вишняковской волости Переславского уезда, с 1926 года в составе Тирибровской волости Александровского уезда. В 1859 году в деревне числилось 8 дворов, в 1905 году — 15 дворов, в 1926 году — 22 двора.
С 1929 года деревня входила в состав Терешинского сельсовета Александровского района, с 1941 года — в составе Дуденевского сельсовета Струнинского района, с 1965 года — в составе Александровского района, с 1971 года — в составе Обашевского сельсовета, с 2005 года — в составе Краснопламенского сельского поселения. 

## Население
| 1859 | 1905 | 1926 | 2002 | 2010 | 2021 |
| ---- | ---- | ---- | ---- | ---- | ---- |
| 76   | ↗107 | ↗122 | ↘1   | ↘0   | →0   |